# Gadjo dilo
Série
Latcho Drom
(1993)
Pour plus de détails, voir Fiche technique et Distribution.
Gadjo dilo est un film français réalisé par Tony Gatlif et sorti en 1997. Ce film est le dernier volet d'une trilogie comprenant Les Princes (1983) et Latcho Drom (1993).

## Synopsis
Stéphane, jeune Français avide de sensations, parcourt à pied la Roumanie à la recherche d'une chanteuse inconnue nommée Nora Luca, dont il possède un enregistrement sur une cassette audio héritée de son père. À l'heure du couvre-feu, il se retrouve seul, dehors, avec pour seul interlocuteur un vieux musicien prénommé Izidor. Ce Rom, brisé par la vie, noie dans l'ivresse l'emprisonnement de son fils. Autour d'une bouteille de vodka, Stéphane et Izidor communiquent péniblement, mais un lien d'humanité s'établit. Izidor prend alors Stéphane sous son aile et se bat pour que l'ensemble du village l'accepte. Le temps passant, le gadjo dilo (le non-tsigane fou) continue la traque de cette mystérieuse Nora Luca, tout en trouvant sa place au sein de la communauté tzigane. Il reprend sa quête de la musique en faisant des enregistrements des chants. La barrière de la langue étant un réel handicap, il fait la rencontre de Sabina, la seule à avoir quelques bases de Français. À la suite de plusieurs pérégrinations et autres spectacles, les liens se resserrent entre Stéphane et Sabina. Et c'est à ce moment même que le fils d'Izidor, Adriani, sort de prison. Une liesse s'empare alors du village et se conclut par une grande fête où l'alcool et les chants tziganes coulent et envoûtent. Peu de temps après, à la suite d'une discussion houleuse entre Adriani et un Roumain non-tsigane, le fils d'Izidor est tué et le village brûlé. C'est dans ce climat chaotique que Stéphane quitte le village avec Sabina. Et c'est au point de départ de son aventure qu'il enterre à la manière tzigane ses enregistrements de musique.

## Fiche technique
- Titre : Gadjo dilo
- Réalisation : Tony Gatlif
- Scénario original : Tony Gatlif
- Adaptation du scénario original : Tony Gatlif, Jacques Maigne, Kits Hilaire
- Musique : Tony Gatlif, Rona Hartner
- Pays d’origine :  France
- Langues originales : français, roumain et romani
- Genre : comédie dramatique
- Durée : 102 minutes
- Dates de sortie : 
  - Canada : août 1997 (Festival de Montréal); 24 juillet 1998 (sortie nationale)
  - Suisse : 10 août 1997 (Festival de Locarno), 13 février 1998 (Suisse alémanique), 1er avril 1998 (Suisse romande)
  - Grèce : 24 novembre 1997 (Festival de Thessalonique)
  - France : 8 avril 1998
  - États-Unis : 7 août 1998

## Distribution
- Romain Duris : Stéphane
- Rona Hartner : Sabina
- Izidor Serban : Izidor
- Ovidiu Balan : Sami
- Angela Serban : Angela
- Aurica Ursan : Aurica
- Vasile Serban : Vasile
- Ioan Serban : Ioan
- Dan Astileanu : Dumitru
- Ovidiu Petre Roman : Cristi
- Adriana Popa : Camelia

## Distinctions
- Grand Prix de la Fondation Martini pour le cinéma.
- César du cinéma 1999 : César de la meilleure musique écrite pour un film.
- Festival international du film de Locarno 1997 : Léopard d'argent du meilleur film, prix d'interprétation féminine, Léopard de bronze pour Rona Hartner, prix œcuménique, prix du jury des jeunes[1].

## Autour du film
Gadjo dilo signifie « l'étranger fou ». Ce dernier volet d'une trilogie, comme Les Princes et Latcho Drom, a été conçu autour de la musique tzigane. À son propos, Tony Gatlif explique : « C'est une musique qui crie la peur et la douleur d'un peuple qui a mal à son âme. C'est pour ça que la musique tsigane est belle. Sinon musicalement elle part dans tous les sens, c'est plein de fausses notes, les instruments sont bricolés avec n'importe quoi. Mais cette musique est un cri de douleur, de douleur ancestrale qui vient de l'âme de tout un peuple. C'est la révolte pure, rien n'est fabriqué, tout est crié. Et c'est effectivement comme ça que j'imaginais ce film ».
Les musiciens
- Orchestre Marin Ioan : Toni Lache (clarinette), Nicolae Paun (accordéon), Florinel Dobrica (contrebasse), Marius Banuca (violon), Mihai Iordache (cymbalum), Adrian Simionescu (vocale), Marin Ioan (impresario)
- Orchestre Gipsy Star : Leonard Iordache (cymbalum), Ghita Coada (contrebasse), Constantin Fugirica (accordéon), George Udila (clarinette), Costel Vasilescu (trompette), Marian Vasilescu (violon)
- Monica Juhasz-Miczura (chant) interprète sublimement Nora Luca. Elle est aussi connue sous le pseudo Mitsou. Elle a été membre du groupe Ando drom.